# John Hart (Schauspieler)
John Hart (* 13. Dezember 1917 in Los Angeles, Kalifornien; † 20. September 2009 in Playas de Rosarito, Baja California, Mexiko) war ein US-amerikanischer Schauspieler. Seine bekannteste Rolle spielte er als Lone Ranger.

## Leben
Hart, Absolvent der Pasadena High School, trat zunächst in einigen Stücken des Pasadena Playhouse auf, bevor er seine Hollywood-Karriere mit einer Kleinstrolle 1938 in Cecil B. DeMilles The Buccaneer startete und als Kleindarsteller bis zu seinem Armeedienst arbeitete, den er 1941 antrat. 1947 nahm er seine Karriere beim Film, zunächst mit sehr mäßigem Erfolg wieder auf. Seine bekannteste Rolle in dieser Zeit war die des Jack Armstrong im 1947 aufgeführten Serial.
1952 wurde er als Nachfolger von Clayton Moore in 52 Folgen der Western-Serie The Lone Ranger als Titelheld besetzt, was Harts Durchbruch bedeutete. Diese Rolle spielte Hart 1982 als Gast noch in einer Folge der Serie Happy Days. Im Remake Die Legende vom einsamen Ranger von 1981 hat Hart einen Gastauftritt als Zeitungsverleger.
Eine weitere Titelfigur spielte er im Serial The Adventures of Captain Africa (1955) sowie in der 39-teiligen TV-Serie Hawkeye and the Last of the Mohicans nach James Fenimore Cooper.
Während der Aufnahmen zu Hawkeye, die in Kanada stattfanden, traf Hart seine Kollegin Beryl Braithwaite, die er nach kürzester Zeit heiratete. Die Ehe bestand bis zu seinem Tode.
In den 1960er Jahren wandelte sich sein Interesse von der Schauspielerei zum Produzieren von Werbe- und Dokumentarfilmen. Auch an der Postproduktion der Serie Quincy war er beteiligt.

## Filmografie (Auswahl)
- 1937: Daughter of Shanghai
- 1938: Der Freibeuter von Louisiana (The Buccaneer)
- 1938: Gefährliche Mitwisser (Dangerous to Know)
- 1940: Die scharlachroten Reiter (North West Mounted Police)
- 1947: Jack Armstrong
- 1947: Uncas, der Letzte seines Stammes (Last of the Redskins)
- 1948: Die bronzene Göttin (The Velvet Touch)
- 1948: Der Superspion (A Southern Yankee)
- 1948: Die Plünderer von Nevada (The Plunderers)
- 1949: El Paso, die Stadt der Rechtlosen (El Paso)
- 1949: Batman and Robin
- 1950: Champagne for Caesar
- 1950: Atom Man vs. Superman
- 1950–1953: The Lone Ranger (Fernsehserie, 54 Folgen, davon 52 in der Titelrolle)
- 1951: Hölle am Kongo (Fury of the Congo)
- 1951: Am Marterpfahl der Sioux (Warpath)
- 1951: Höllenreiter der Nacht (The Wild Blue Yonder)
- 1952: Schrei aus dem Dschungel (Jungle Jim in the Forbidden Land)
- 1952: Abu Andar, Held von Damaskus (Thief of Damascus)
- 1952: Die Geliebte des Korsaren (Caribbean Gold)
- 1952: Lady Rotkopf (The Golden Hawk)
- 1952: Sein Freund, der Lederstrumpf (The Pathfinder)
- 1953: Piraten an Bord (Prince of Pirates)
- 1953–1955: I Love Lucy (Fernsehserie, 3 Folgen)
- 1954–1958: Rin Tin Tin (The Adventures of Rin Tin Tin, Fernsehserie, 3 Folgen)
- 1955: Die Texas Rangers (Tales of the Texas Rangers, Fernsehserie, 2 Folgen)
- 1955/1956: Streifenwagen 2150 (Highway Patrol, Fernsehserie, 2 Folgen)
- 1956: Fury (Fernsehserie, Folge 1x20)
- 1956: Die zehn Gebote (The Ten Commandments)
- 1957: Rauchende Colts (Gunsmoke, Fernsehserie, 2 Folgen)
- 1958–1962: Erwachsen müßte man sein (Leave It to Beaver, Fernsehserie, 3 Folgen)
- 1959: Der unheimliche Zotti (The Shaggy Dog)
- 1959: Die schwarze Hand der Mafia (Inside the Mafia)
- 1959: Razzia auf Callgirls (Vice Raid)
- 1959–1965: Tausend Meilen Staub (Rawhide, Fernsehserie, 19 Folgen)
- 1960: Morgen sollst Du sterben (Noose for a Gunman)
- 1960: Die Kellerratten (The Subterraneans)
- 1960: Anruf genügt – komme ins Haus (Bells Are Ringing)
- 1961: Geh nackt in die Welt (Go Naked in the World)
- 1961: Atlantis, der verlorene Kontinent (Atlantis, the Lost Continent)
- 1961: Kommissar Maigret (Maigret, Fernsehserie, Folge 2x03)
- 1962: Ein Leutnant und ein Bett (The Horizontal Lieutenant)
- 1962: Spiel mit mir (Billy Rose’s Jumbo)
- 1963: Vater ist nicht verheiratet (The Courtship of Eddie’s Father)
- 1963: On blond – ob braun (It Happened at the World’s Fair)
- 1963: Der Mann vom Diners Club (The Man from the Diner’s Club)
- 1963: Captain Newman (Captain Newman, M.D.)
- 1964: Tolle Nächte in Las Vegas (Viva Las Vegas)
- 1964: Marnie
- 1964: 36 Stunden (36 Hours)
- 1965: The Addams Family (Fernsehserie, Folge 1x30)
- 1965: … die alles begehren (The Sandpiper)
- 1965: Ein Zebra in der Küche (Zebra in the Kitchen)
- 1965: Cincinnati Kid (The Cincinnati Kid)
- 1965: Perry Mason (Fernsehserie, 2 Folgen)
- 1966: Daktari (Fernsehserie, Folge 1x14)
- 1966: Django – Nur der Colt war sein Freund (Django spara per primo)
- 1967: Wir… die Wilden vom Sunset Strip (Riot on Sunset Strip)
- 1968: Als das Licht ausging (Where Were You When the Lights Went Out?)
- 1970: The Phynx
- 1972: Töchter des Bösen (Bonnie’s Kids)
- 1973: Blackenstein
- 1973: Santee, der Einzelgänger (Santee)
- 1974: Hec Ramsey (Fernsehserie, Folge 2x05)
- 1974: Der Rasiermesserkiller (The Centerfold Girls)
- 1974: Das Diamantenquartett (The Great Ice Rip-Off) (Fernsehfilm)
- 1975: Die Küste der Ganoven (Barbary Coast, Fernsehserie, Folge 1x04)
- 1975: Gemini Affair
- 1977: John Hus
- 1978: Sein Hass war stärker als Gefängnismauern (Invisible Strangler)
- 1978: In Texas ist der Teufel los (Kate Bliss and the Ticker Tape Kid) (Fernsehfilm)
- 1978: CHiPs (Fernsehserie, Folge 2x13 Strich durch die Rechnung)
- 1979–1981: Dallas (Fernsehserie, 8 Folgen)
- 1981: The Greatest American Hero (Fernsehserie, Folge 1x06)
- 1981: Die Legende vom einsamen Ranger (The Legend of the Lone Ranger)
- 1982: Happy Days (Fernsehserie, Folge 9x17)